# Tryggvi Þórhallsson
Tryggvi Þórhallsson (ur. 9 lutego 1889, zm. 31 lipca 1935) – premier Islandii pełniący swoją funkcję od 28 sierpnia 1927 do 3 czerwca 1932. Polityk konserwatywny, autor licznych prac publicystycznych z zakresu zagadnień społecznych i ekonomicznych. Był członkiem Partii Postępu.